# Ectenessidia varians
Ectenessidia varians är en skalbaggsart som först beskrevs av Pierre Émile Gounelle 1909.  Ectenessidia varians ingår i släktet Ectenessidia och familjen långhorningar. Inga underarter finns listade i Catalogue of Life.